# Мандамадос
Мандамадос (на гръцки: Μανταμάδος или Μανδαμάδος) е село в Република Гърция, разположено на остров Лесбос, област Северен Егей. Селото има население от 1156 души (2001).

## Личности
Родени в Мандамадос
- Порфириос Фотиадис (? – 1852), гръцки духовник